# Kurt Hopstein
Kurt Hopstein (* 7. März 1934 in Köln; † 9. Oktober 2013 ebenda) war ein deutscher Musikpädagoge und Komponist.

## Leben
Kurt Hopstein wurde 1934 in Köln geboren.
Von 1954 bis 1958 studierte er Komposition bei Hermann Schroeder an der Musikhochschule Köln.
1959 begann er weitere Studien in Wien, unter anderem Theaterwissenschaft bei Heinz Kindermann und Joseph Gregor. Hopstein nahm zudem am Kompositionsunterricht von Karl Schiske teil.
In den Jahren 1960 bis 1997 war er als Lehrer für Musik und Deutsch – zunächst in Köln, seit 1970 in Hückelhoven, Kreis Heinsberg – tätig. Er erstellte einige Kompositionen und freie Klangimprovisationen im Rahmen der pädagogischen Arbeit und beteiligte sich an lokalen Kulturinitiativen.
1973 führte Hopstein Andante und Rondo aus dem Divertimento für kleines Orchester auf. Seit 1983 nahm seine Beschäftigung mit eigenen Kompositionen wieder zu.
1994 fand die Uraufführung des Streichsextetts Vergessene Gärten statt, das seit 2002 als CD in einer Einspielung des Kölner Streichsextetts erhältlich ist. 
Im Jahr 2000 kehrte er nach Köln zurück. Durch den Kontakt mit verschiedenen Künstlern ergaben sich weitere Kompositionen. 2001 entstand die Sonate für Violine und Klavier, die von Jörg und Heinz Lengersdorf uraufgeführt wurde. 2010 die "SCHILFMUSIK " eine Serenade für Oboe, Klarinette und Fagott, uraufgeführt vom Trio Melanche. Das Divertissement in G für Flöte und Cembalo blieb unvollendet und wurde 2014 posthum von Martin Lennartz für eine Uraufführung bearbeitet.
2013 starb Hopstein in Köln.